# Automatische Wiedereinschaltung
Automatische Wiedereinschaltung (AWE) oder Kurzunterbrechung (KU) ist ein Begriff aus der elektrischen Energietechnik. Sie wird in der Regel an mit Hochspannung betriebenen elektrischen Freileitungen eingesetzt, da in diesem Fall die Fehlerursache wie ein auf die Freileitung herabgefallener Ast, Blitzeinschlag o. ä. oft von selbst verschwindet bzw. durch den Störlichtbogen beseitigt wird.

## Ablauf

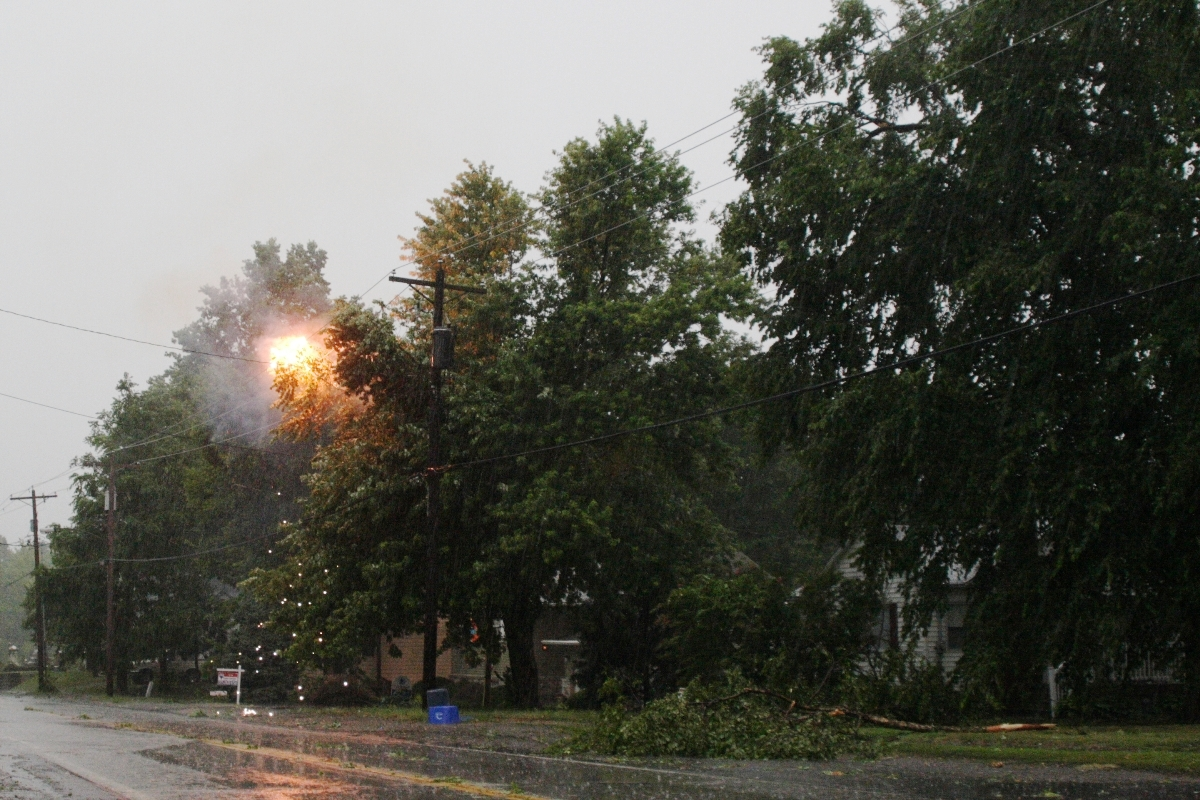
Kurzschluss mit Lichtbogen an einer Freileitung

Kommt es auf einer Freileitung zu einem Kurzschluss, entsteht häufig ein Störlichtbogen, der nicht von selbst verlischt. Da durch den Lichtbogen die Fehlerursache häufig beseitigt wird (z. B. ein Ast, der auf die Leitung gefallen ist, verbrennt), führt man eine automatische Wiedereinschaltung durch. Dabei löst der zuständige Leistungsschalter durch eine Anregung des Leitungschutzes aus, schaltet jedoch nach kurzer Zeit („Pausenzeit“) wieder automatisch zu: bei einpoligen Fehlern nach etwa 0,5 bis 3 Sekunden (zum Teil variabel), bei dreipoligen Fehlern nach 0,2 bis 0,5 Sekunden.
Besteht nach dem Wiedereinschalten der Fehler nicht mehr, spricht man von einer erfolgreichen AWE (AWE mit Erfolg: AWE m. E.). Besteht der Fehler immer noch, spricht man von einer erfolglosen AWE (AWE ohne Erfolg: AWE o. E.). In diesem Fall löst der Leistungsschalter wieder aus und bleibt ausgeschaltet.
Die hier genannten Zeiten sind nur grobe Richtwerte und hängen von der Spannungsebene und den Netzbedingungen sowie weiteren Faktoren ab. Es sind auch mehrere AWE-Zyklen nacheinander möglich, wenn die Schutzgeräte und Leistungsschalter dafür ausgelegt sind.

## Voraussetzungen
Damit ein Leistungsschalter eine AWE durchführen kann, muss er neben der nötigen Kurzschlussleistung speziell für mehrfache, vergleichsweise kurz aufeinander folgende Schaltzyklen ausgelegt sein: der Antrieb, meist Federkraftspeicherantrieb, heute seltener Druckluft u. a., muss die nötige Energie für mindestens drei Schalthandlungen (Aus–Ein–Aus) in kurzer Zeit aus dem Speicher verfügbar haben. Soll der Leistungsschalter auch eine fehlerhafte Leitung zuschalten können, ist die Energie für vier Schalthandlungen nötig (Ein–Aus–Ein–Aus).
Die Steuersignale für die AWE kommen dabei von einem Gerät aus dem Bereich des Netzschutzes. Das Gerät, das den Fehler ermittelt, beispielsweise ein Distanzschutzrelais, gibt dabei das Aus-Kommando für den Leistungsschalter und nach einer eingestellten Zeit („Pausenzeit“) den Ein-Befehl. Stellt dieses Relais nach Einschalten immer noch einen Fehler fest, kann ein endgültiges Aus-Kommando erfolgen oder der Zyklus von vorn beginnen.

## Grenzen
Bei Erdkabeln wird in der Regel keine AWE durchgeführt. Fehler in Kabelnetzen haben eine Zerstörung der Isolation zur Folge, und oft auch als Ursache, z. B. durch Bauarbeiten. Der beschädigte Kabelabschnitt muss daher zunächst mittels Kabelfehlerortung lokalisiert und dann ausgetauscht werden.
Auch bei anderen Anlagenteilen wie Leistungstransformatoren und Drosseln zur Blindleistungssteuerung wird im Fehlerfall keine AWE durchgeführt. Diese Anlagenteile werden durch Fehler oft dauerhaft beschädigt, die Fehlerursache und die Folgen müssen zunächst geklärt werden.